# Domingo Alfonso
Domingo Nicolás Alfonso Pereira (Jovellanos, Matanzas, 10 de septiembre de 1935) es un poeta y arquitecto cubano. Es uno de los poetas esenciales de la Generación del cincuenta, en Cuba. Su poesía define lo trivial, lo pequeño, para iluminar lo que hay en ello.
Sobre su libro Historia de una persona, el poeta Raúl Rivero escribió: No creemos que sea nada lícito, ni periodístico siquiera, decir: “a mí me gusta el libro de Domingo y se acabó”. Hay que releerlo, llenarlo de rayas y marquitas; ponerle bueno, qué bien, innecesario a manera de observación en cada verso.

## Datos Biográficos
Nació el martes 10 de septiembre de 1935 en Jovellanos, Matanzas, Cuba. De familia muy humilde. Su abuelo por parte de madre fue hijo de una mujer esclava, que al dar a luz obtuvo su libertad.
Hijo de un obrero ferroviario, estudió en las escuelas primarias de su pueblo natal, desde el primero hasta el octavo grado. Allí tuvo sus primeras inquietudes literarias. Cuando su padre, a sus doce años de edad, le regaló un volumen de “Las cien mejores poesías de la lengua castellana”, con selección y prólogo de don Marcelino Menéndez y Pelayo, vio inaugurarse en su corazón la luz maravillosa de la poesía.
Se trasladó con sus tíos a la ciudad de La Habana en la década de 1950, y allí, entre la estrechez de una vida que bordeaba la miseria, pudo terminar estudios de técnico medio en construcción civil, en la Escuela de Artes y Oficios de La Habana, y, después, comenzar la carrera de arquitecto.
Tras el triunfo de la Revolución Cubana, y producto de que la Universidad estuvo cerrada por varios años, debido a las luchas contra Fulgencio Batista (y también por la necesidad que tuvo de trabajar dada la vejez de sus padres) pudo por fin, en 1969 graduarse de arquitecto. 
Sus poemas han sido traducidos al inglés, francés, alemán, italiano, ruso, portugués, danés y sueco. Como autor musical, ha escrito la letra y la música de más de ciento cincuenta canciones y boleros. Tiene registradas en la Asociación Cubana de Autores Musicales más de sesenta composiciones.

## Obra
Ha publicado los siguientes libros de poemas.
- Sueño en el papel, Ediciones ISLAS (ONBAP), La Habana, 1959.
- Poemas del hombre común, Ediciones Unión, La Habana, 1965.
- Historia de una persona, Ediciones Unión, La Habana, 1968.
- Libro de buen humor, Ediciones Unión, La Habana, 1979.
- Esta aventura de vivir, Ediciones Unión, La Habana, 1987.
- Vida que es angustia, Ediciones Unión, La Habana, 1998.
- Antología casi final & En la ciudad dorada, Ediciones Unión, La Habana, 2003.
- El Libro Principal & Un transeúnte cualquiera, Ediciones Unión, La Habana, 2007.

Poemas suyos aparecen en importantes antologías, entre ellas se encuentran:
- José Agustín Goytisolo: Nueva Poesía Cubana; BARCELONA; 1970.
- José Miguel Oviedo: Antología de la Poesía Cubana; LIMA, PERÚ; 1968.
- Cuban Poetry y Poesie Cubaine: Varios, Instituto Cubano del Libro; La Habana, Cuba; 1967.
- El corno emplumado, “Poesía Cubana”; México, 1967.
- Lateinamerikanische Gedichte, Antología de poetas latinoamericanos publicada en Berlín, 1969, por Hermann Luchterhand Verlag, GMBH , Neuwied und Berlin en compañía de Miguel Barnet, Ernesto Cardenal, Antonio Cisneros, Roque Dalton, Nicanor Parra y Heberto Padilla.
- Luis Rogelio Nogueras: Poesía Cubana de Amor; Editorial Letras Cubanas; Ciudad de La Habana; 1983.
- Alberto Rocasolano, Yo te conozco, amor; Ediciones Unión, y Editorial José Martí; La Habana: 1995.
- Raúl Luis: Libro de buen humor; Editorial Letras Cubanas; La Habana; 1995.
- Luis Suardíaz, David Chericián y Eduardo López Morales: La Generación de los Años Cincuenta; Editorial Letras Cubanas; La Habana; 1985.
- Mirta Aguirre y otros: Dice la palma; Editorial Letras Cubanas; La Habana; 1979.
- Mirta Aguirre y otros: Poesía Social Cubana; Editorial Letras Cubanas; La Habana; 1980.
- Editorial Firenze Atheneun: La Generazione degli anni Cincuenta; Florencia; Italia; 1989.
- Jorge Luis Arcos: Las Palabras son Islas; Panorama de la Poesía Cubana Siglo XX; Editorial Letras Cubanas; La Habana; 1999.
- Luis Marré: Anuario de la Poesía Cubana 1994; Ediciones Unión; La Habana, 1994.
- Ángel Augier: Poesía de la Ciudad de La Habana; Ediciones Boloña; La Habana; 2001.
- Víctor Fowler: La Eterna Danza (Antología de la poesía erótica); Editorial Letras Cubanas; La Habana; 2000.
- Omar Perdomo: Los poetas cantan a Nicolás Guillén; Ediciones Sed de Belleza, Santa Clara; 2003.